# Trichophora melas
Trichophora melas är en tvåvingeart som först beskrevs av Jacques-Marie-Frangile Bigot 1885.  Trichophora melas ingår i släktet Trichophora och familjen parasitflugor. Inga underarter finns listade i Catalogue of Life.